# Clark Barwick
Pour les articles homonymes, voir Barwick.
Clark Edward Barwick (né le 9 janvier 1980) est un mathématicien américain et professeur de mathématiques pures à l'université d'Édimbourg. Ses recherches sont centrées sur la théorie de l'homotopie, la K-théorie algébrique, la théorie des catégories supérieures et les domaines connexes.

## Enfance et éducation
Barwick a grandi en Caroline du Nord et, en 2001, a obtenu son baccalauréat en mathématiques à l'université de Caroline du Nord à Chapel Hill,. Barwick était alors étudiant diplômé à l'université de Pennsylvanie, et a obtenu son doctorat en mathématiques en 2005 sous la direction de Tony Pantev.

## Carrière
Barwick a occupé des bourses postdoctorales au Mathematisches Institut de l'université de Göttingen (2005–2006) et au Matematisk Institutt de l'université d'Oslo (2006–2007). Barwick a passé l'année 2007-2008 à l'Institute for Advanced Study et, de 2008 à 2010, a été conférencier Benjamin Peirce à Harvard. En 2010, Barwick est devenu professeur adjoint au MIT et, en 2013, il est devenu professeur adjoint de mathématiques Cecil et Ida Green en développement de carrière. En 2015, Barwick a été professeur invité Fulbright à l'Université de Glasgow et a été promu professeur associé de développement de carrière Cecil et Ida Green en mathématiques au MIT, poste qu'il a occupé jusqu'à ce qu'il devienne lecteur à l'Université d'Édimbourg en 2017,. En 2020, Barwick a été promu professeur à l'Université d'Édimbourg.

## Recherches et travaux notables
Un thème dans le travail de Barwick est la théorie de l'homotopie des catégories supérieures. Au début de sa carrière, il a fréquemment collaboré avec Daniel Kan ; une grande partie de leur travail concernait des modèles pour la théorie de l'homotopie des théories de l'homotopie. Dans son travail conjoint avec Chris Schommer-Pries, Barwick et Schommer-Pries ont prouvé un théorème d'unicité pour la théorie d'homotopie des (∞, n )-catégories.
Barwick a également apporté des contributions à la K -théorie algébrique. En particulier, Barwick a défini des généralisations catégorielles supérieures des catégories de Waldhausen (en) et de la S-construction (en) de Waldhausen et les a utilisées pour étendre la K-théorie de Waldhausen (en) au cadre des catégories (∞,1). En utilisant cette nouvelle théorie, il a prouvé le théorème du cœur pour la théorie K de Waldhausen. En collaboration avec John Rognes (no), il a généralisé la Q-construction (en) de Quillen au cadre catégoriel supérieur, fournissant des généralisations catégorielles supérieures du théorème B de Quillen (en) ainsi que l'argument de dévissage de Quillen dans le processus. Une grande partie de ses travaux récents a concerné la K-théorie algébrique équivariante (en) et la théorie de l'homotopie équivariante (en). Barwick a reçu le prix Berwick 2019 de la London Mathematical Society pour son article On the algebraic K-theory of higher categories où il « prouve que la théorie algébrique K de Waldhausen est la théorie d'homologie universelle pour les catégories ∞, et utilise cette universalité pour réprouver les grands théorèmes fondamentaux du sujet dans ce nouveau contexte »,.